# فتح طهران (1909)

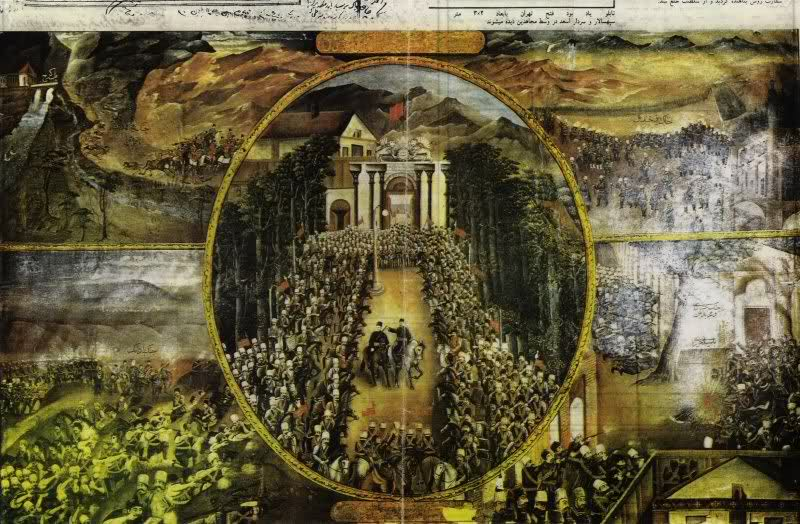
لوحة فتح طهران، في قصر سعد آباد.

فتح طهران (بالفارسية: فتح تهران) يشير إلى دخول الموالين للدستوريين إلى طهران في 13 يوليو 1909، مما دفع محمد علي شاه القاجاري إلى اللجوء إلى المفوضية الرُّوسية في طهران، قبل إرساله إلى المنفى. وأنهى هذا الحدث الفترة في التاريخ الإيراني المعروفة باسم الطغيان الأصغر.

## خلفية
في عام 1908، تجمع الثوار في أذربيجان، وأصفهان (بقيادة علي قولي خان بختياري وشقيقه الأكبر نجف قولي خان بختياري)، ومن جيلان، بهدف الإطاحة بمحمد علي شاه قاجار، حيث قتلوا محمد علي سردار أفخم، حاكم رشت.

## الأحداث
بعد معركة استمرت خمسة أيام، سيطر الثوار على العاصمة، وفي الوقت نفسه، اجتمع قادتهم في قصر بهارستان وقرروا استبدال محمد علي شاه قاجار بأحمد شاه قاجار.
كل هذه التغييرات جرت تحت اسم البرلمان الأعلى الذي ضم 30 شخصا.